# ウムタタ
ウムタタ（Mthatha）は、南アフリカ共和国の都市。人口96,114人（2011年時点）。東ケープ州に属し、King Sabata Dalindyebo自治体の中心地である。かつてはUmtataという綴りであった。

## 概要
ウムタタは1876年にウムタタ川のほとりに建設された。周辺はコーサ人の居住地区であり、ウムタタはコーサ人居住地区の中心都市として発展していった。1950年代に白人と黒人の居住地の分離を目指すバントゥースタン政策が始まり、1963年にはコーサ人居住地区のもっとも広い地域がトランスカイ・ホームランドに指定され、ウムタタはその首都となった。
1976年にトランスカイが黒人国家として「独立」するとウムタタも首都となったが、都市の大部分は白人地区となっていた。南アフリカ政府が進めてきた白人にとって利用価値の少ない場所に黒人を押し込めるという、ホームランド本来の目的が見える場所のひとつとなっていた。
アパルトヘイトの終了によって1994年にトランスカイが南アフリカに再吸収されるまで、その首都であった。
ウムタタ周辺からはオリバー・タンボやバントゥー・ホロミサ、ネルソン・マンデラといった黒人の政治指導者を輩出してきた。マンデラはウムタタから数キロメートル南にあるクヌ村の出身である。

## 気候
| 月                                             | 1月       | 2月      | 3月       | 4月       | 5月       | 6月       | 7月       | 8月       | 9月       | 10月      | 11月      | 12月      | 年          |
| ---------------------------------------------- | --------- | -------- | --------- | --------- | --------- | --------- | --------- | --------- | --------- | --------- | --------- | --------- | ----------- |
| 最高気温記録 °C （°F）                         | 42 (108)  | 40 (104) | 40 (104)  | 36 (97)   | 34 (93)   | 30 (86)   | 30 (86)   | 33 (91)   | 44 (111)  | 38 (100)  | 41 (106)  | 41 (106)  | 44 (111)    |
| 平均最高気温 °C （°F）                         | 27 (81)   | 27 (81)  | 26 (79)   | 25 (77)   | 23 (73)   | 21 (70)   | 21 (70)   | 22 (72)   | 23 (73)   | 23 (73)   | 25 (77)   | 27 (81)   | 24 (75)     |
| 平均最低気温 °C （°F）                         | 16 (61)   | 16 (61)  | 15 (59)   | 12 (54)   | 8 (46)    | 4 (39)    | 4 (39)    | 7 (45)    | 9 (48)    | 11 (52)   | 13 (55)   | 15 (59)   | 11 (52)     |
| 最低気温記録 °C （°F）                         | 9 (48)    | 9 (48)   | 7 (45)    | 1 (34)    | −1 (30)   | −3 (27)   | −3 (27)   | −1 (30)   | 1 (34)    | 2 (36)    | 4 (39)    | 7 (45)    | −3 (27)     |
| 降水量 mm （inch）                             | 87 (3.43) | 89 (3.5) | 83 (3.27) | 58 (2.28) | 18 (0.71) | 11 (0.43) | 18 (0.71) | 15 (0.59) | 35 (1.38) | 73 (2.87) | 75 (2.95) | 88 (3.46) | 650 (25.59) |
| 平均降水日数 （≥1mm）                          | 15        | 14       | 13        | 8         | 5         | 3         | 3         | 5         | 8         | 13        | 13        | 14        | 113         |
| 出典：South African Weather Service, 1961-1990 |           |          |           |           |           |           |           |           |           |           |           |           |             |